# Морской переулок (Санкт-Петербург)
Морско́й переулок — переулок в Адмиралтейском районе Санкт-Петербурга. Проходит от Лермонтовского проспекта до Военно-морского института.

## История названия
5 марта 1871 года присвоено название Приютская улица (от Лермонтовского проспекта до Дровяной улицы), дано по находившемуся в проезде в доме 3 приюта Принца Ольденбургского.
Современное название Морской переулок дано 10 июля 1952 года, связано с нахождением в здании приюта Высшего военно-морского училища (в доме 3 располагалось Высшее военно-морское училище подводного плавания).

## История
Переулок возник во второй половине XIX века. Участок у Дровяной улицы вошёл в территорию Военно-морского училища.